# Kenta Matsuda
Kenta Matsuda (松田 賢太 Matsuda Kenta?), född 22 augusti 1984 i Iwate prefektur, är en japansk fotbollsspelare.
Matsuda började sin karriär 2007 i Grulla Morioka. Han spelade 156 ligamatcher för klubben. Han avslutade karriären 2016.